# Chaetodon flavocoronatus
Chaetodon flavocoronatus е вид бодлоперка от семейство Chaetodontidae. Видът не е застрашен от изчезване.

## Разпространение и местообитание
Разпространен е в Гуам и Северни Мариански острови.
Обитава морета и рифове. Среща се на дълбочина от 12 до 36 m, при температура на водата от 27,6 до 28,4 °C и соленост 34,5 – 34,8 ‰.

## Описание
На дължина достигат до 12 cm.
Популацията на вида е стабилна.